# Elytrimitatrix undata
Elytrimitatrix undata es una especie de escarabajo longicornio del género Elytrimitatrix, familia Cerambycidae, orden Coleoptera. Fue descrita científicamente por Fabricius en 1775.

## Descripción
Mide 16-26 milímetros de longitud.

## Distribución
Se distribuye por Estados Unidos.